# Chrysocharis giraulti
Chrysocharis giraulti is een vliesvleugelig insect uit de familie Eulophidae. De wetenschappelijke naam is voor het eerst geldig gepubliceerd in 1973 door Yoshimoto.